# Marek Švec
Marek Švec (n. 17 februarie 1973, Havlíčkův Brod⁠(d), Republica Socialistă Cehă, Cehoslovacia) este un antrenor ce a reprezentat Cehia, medaliat olimpic. A participat la 3 ediții ale Jocurilor Olimpice (1996, 2000, 2008) în care a câștigat o medalie de bronz.